# 実証哲学講義
『実証哲学講義』（じっしょうてつがくこうぎ、仏: Cours de Philosophie positive）は、1830年から1842年にかけて、フランスの哲学者・オーギュスト・コントによって刊行された著作である。

## 概要
1798年に生まれたコントは社会主義者のサン･シモンの下で学んだ後に1826年から『実証哲学』とする講義を開始した。これは社会学を含めたさまざまな学問を体系化するものであり、一時期健康上の理由で中断するが1829年に終了した。本書はその講義の冒頭部分の内容がまとめられたものであり、1830年に本書『実証哲学講義』の第1巻が発表された。その後も引き続き出版を重ねて1842年に第6巻を以って完結された。
コントは本書の冒頭で三段階の法則を提唱したことで知られている。三段階の法則とはあらゆる概念や知識が三つの段階を経ることを論じたものである。コントによれば人間の精神はこれまで神学的段階、形而上学的段階を経て実証的段階となり、これら段階はそれぞれ特徴的な思考様式を持っている。まず神学的段階ではあらゆる知識は宗教的、神学的な観点から直接的な意欲によって説明される。形而上学的段階では抽象化と人格化が行われ、客体として説明されている。そして実証的段階では事物の観察に基づいて現象は一般的法則によって説明されるのである。このような段階を経て新しい人間の知性の発展段階を捉えた上で、コントは科学の分類を行う。コントはこの分類が諸現象の比較によって求められた一般的な事実の表現であることが必要だと考えていた。コントは序列化によって第一に数学、第二に天文学、第三に物理学、第四に化学、第五に生物学、第六に社会学を据えた。ここでの社会学はコントが初めて呼称した呼び方であり、社会学は秩序としての社会静学と発展としての社会動学があり、前者は有機体としての社会を研究し、後者は三段階の法則に従って発展してきた社会発展を研究する学問と位置づけている。社会発展についてコントは神学的段階では社会は軍事的段階にあり、形而上学的段階では法律的段階、実証的段階では産業的段階にあると考えていた。

## 文献
- 『世界の名著 (46) コント・スペンサー』清水幾太郎監、霧生和夫、清水礼子訳（中央公論新社、1980年）